# オドメーター

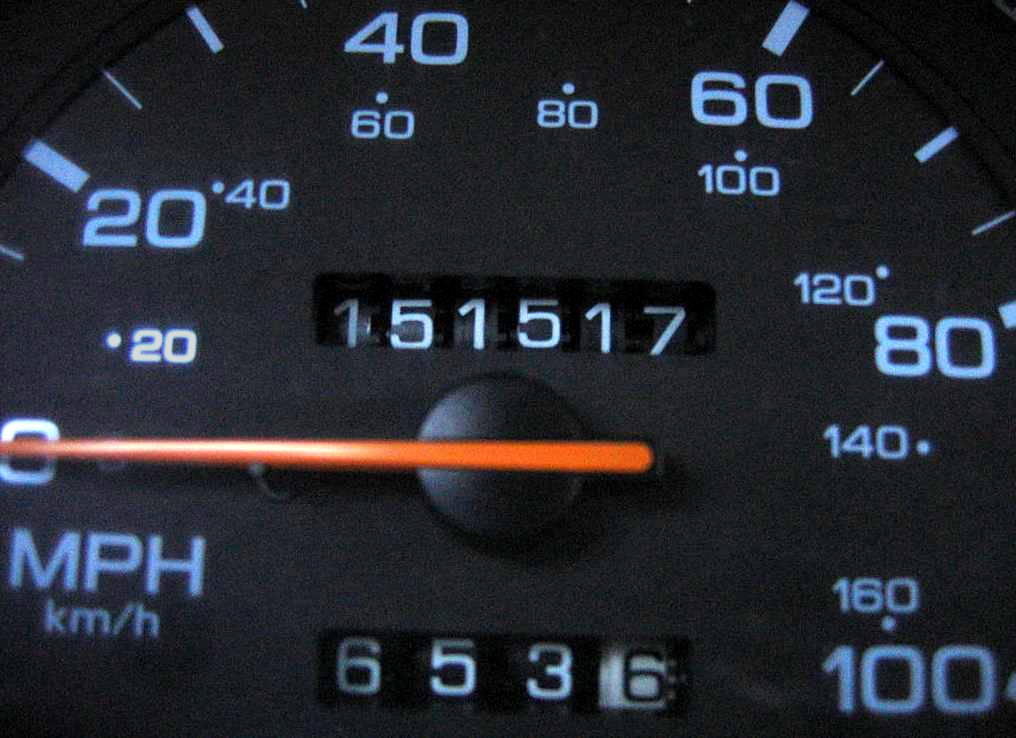
1990年代前半まで主流だった機械式オドメーター（上段）とトリップメーター（下段）

オドメーター（Odometer）、走行距離計（そうこうきょりけい、積算走行距離計とも言う）は、その車両が完成してから現在までの累計走行距離を表示する計器の1種である。自動車や鉄道車両に装備される。

## 概説
走行した距離に応じて数値を増やしていく。走行した距離は常に保存され、積算される。オドメーターは車両完成後から現在までに走行した距離を表示するものであるから、数値を減らしたり0 kmの初期状態に戻す（リセット）ことはオドメーターの機能上できてはならないことであり、通常は不可能である。
オドメーターには大きく分けて機械式と電子式（デジタル式）の2種類がある。走行距離は保存され積算されなければならないため、電子式は不揮発性の半導体メモリ（フラッシュメモリなど）を用いている。
「オド」は、古代ギリシャ語で「道」や「入り口」を意味するὁδός (hodós)に由来する。

## 自動車

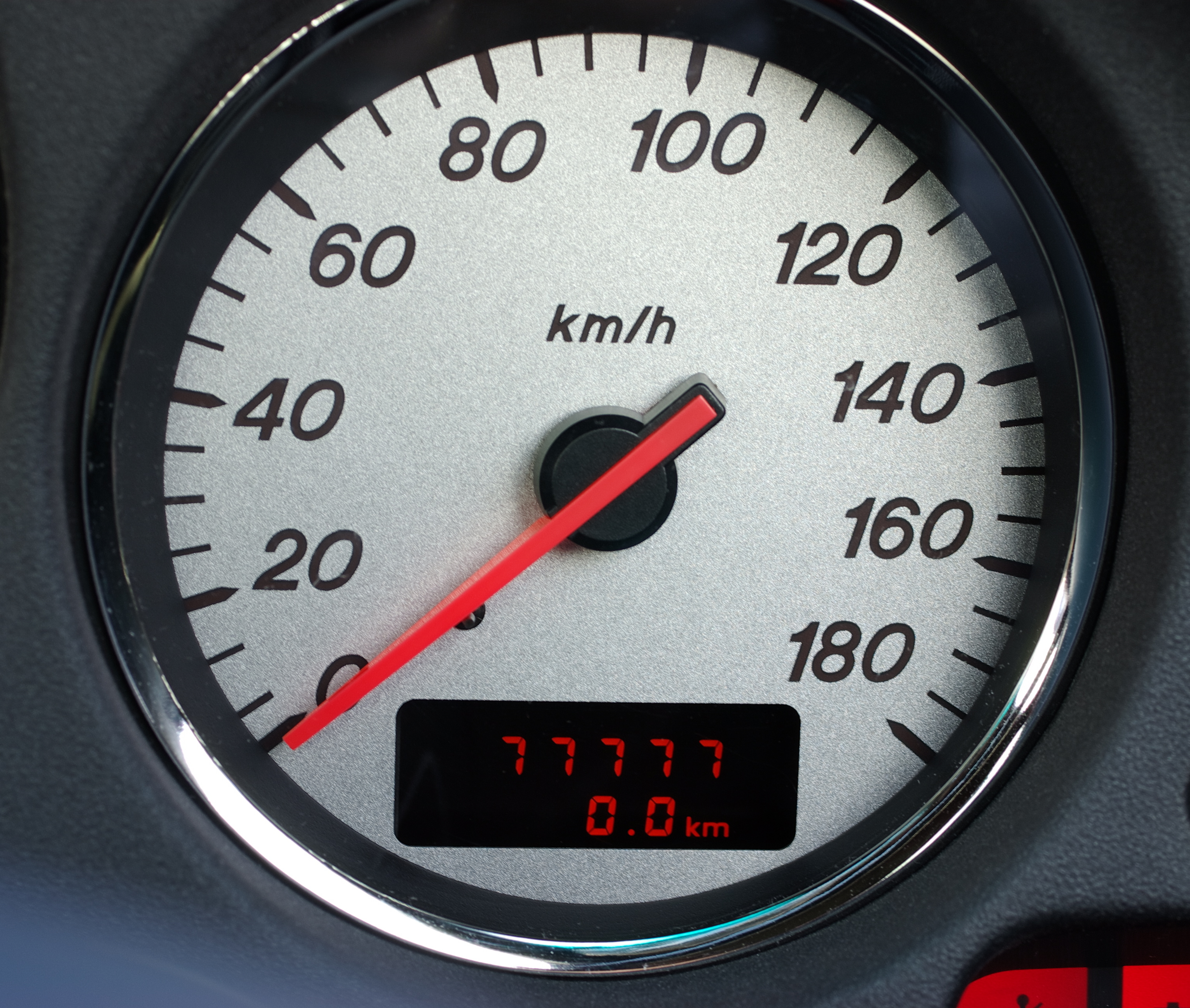
アナログ式速度計とデジタル式オドメーター（上段）・トリップメーター（下段）を組み合わせた例（3代目マツダ・RX-7 1991～2003年）。

道路運送車両の保安基準第46条において走行距離計の取付が規定されており、自動車整備時に自動車検査証への距離記載が行なわれる。1990年代前半までは機械式の、数字が書かれた円筒が回転するアナログ式が主流で、距離を表していた。1980年代に流行したとされるデジタルメーターの場合、三菱車などはオドメーター／トリップメーターもデジタル化された車種もあった。なお、アストンマーティン・ラゴンダ（シリーズ2以降）の様にオドメーター/トリップメーターがデジタル式であったが、機械的信頼性の問題からエンジンルーム内に機械式のオドメーターが設置されていたケースも存在する。
工場内の移動・走行試験時や輸送時の移動もそのままカウントされるので、新車購入の時点では、日本国内の場合は概ね100 km以内である。
オドメーターは、車両の程度を示す基準の1つとして考えられ、積算走行距離が多いほど価値も低くなる傾向にあるため、以前は車両の価値を上げるため中古車のオドメーターを巻き戻す業者が多発した。こうした行為を防ぐ理由もあり、1990年代末からは改竄が難しいデジタル式が多用されるようになった。デジタルは巻き戻し行為を行うと極端に0 km表示になったり、最悪の場合電子回路を破壊してしまう恐れがある。
デジタル表示にすることによる、もう1つの利点として、軽自動車や一部の小型車、商用車に多かった最高99,999km表示を廃し999,999km表示が普通に出来るようになった。この時期は、メーカーに傾向があり、アナログ式（機械式）は主にトヨタ・ダイハツ・ホンダ・マツダ・富士重工（現・SUBARU）が好んで採用し、デジタル式は日産・スズキ・三菱自工・いすゞ（商用車を除く）が積極的に採用していた。デジタル式は現在では商用車や軽自動車までに採用されており、高級車や上級乗用車ではヘッドアップディスプレイなどを使用したオドメーターが採用されている。ただし999,999kmを超えると表示が変らない車種もあるため、車検を受け続けるにはトリップメーターなどで記録を取る必要がある。
2010年頃から、これらの不正防止策を逆手に取る形での新たな手口でのメーター巻き戻し（特殊な機械を用いて改竄し、車検通過後に車検証を一旦返納して再登録するなど）が見られるようになっており、捜査に当たる警察などが国土交通省に対策を求める事態になっている。なお、国産車で最後までアナログオドメーターを搭載した車種は2010年3月まで販売された初代スバル・プレオであった。

## 鉄道車両
レールバスにはバスの部品が転用されていた関係で速度計にオドメーターが付いているものもあった。